# Боре (Ардеш)
Боре́ (фр. и окс. Borée) — коммуна во Франции, находится в регионе Рона — Альпы. Департамент коммуны — Ардеш. Входит в состав кантона Сен-Мартен-де-Валама. Округ коммуны — Турнон-сюр-Рон.
Код INSEE коммуны — 07037.

## Население
Население коммуны на 2008 год составляло 167 человек.
| 1962 | 1968 | 1975 | 1982 | 1990 | 1999 | 2008 |
| ---- | ---- | ---- | ---- | ---- | ---- | ---- |
| 476  | 408  | 301  | 225  | 193  | 135  | 167  |

## Экономика

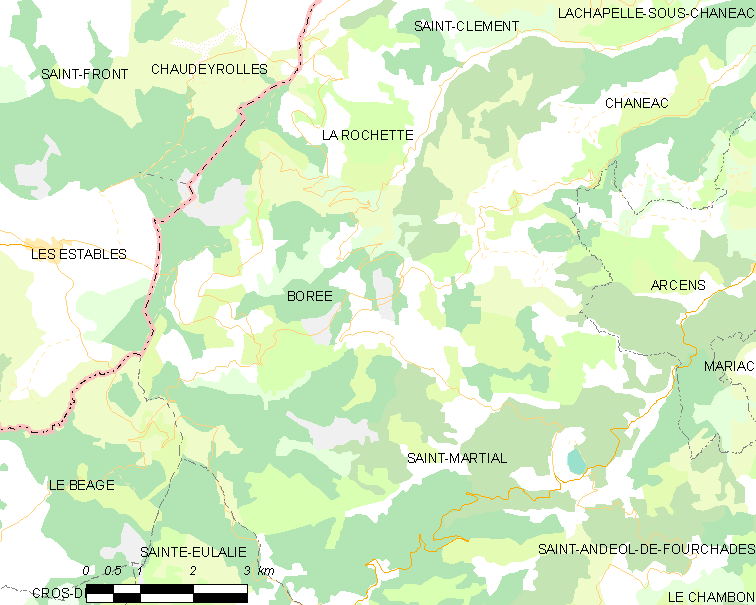
Карта коммуны

В 2007 году среди 98 человек в трудоспособном возрасте (15—64 лет) 59 были экономически активными, 39 — неактивными (показатель активности — 60,2 %, в 1999 году было 80,5 %). Из 59 активных работали 56 человек (31 мужчина и 25 женщин), безработных было 3 (2 мужчин и 1 женщина). Среди 39 неактивных 5 человек были учениками или студентами, 26 — пенсионерами, 8 были неактивными по другим причинам.